# Neobathiea grandidierana
Neobathiea grandidierana är en orkidéart som först beskrevs av Heinrich Gustav Reichenbach, och fick sitt nu gällande namn av Leslie Andrew Garay. Neobathiea grandidierana ingår i släktet Neobathiea och familjen orkidéer. Inga underarter finns listade i Catalogue of Life.

## Bildgalleri

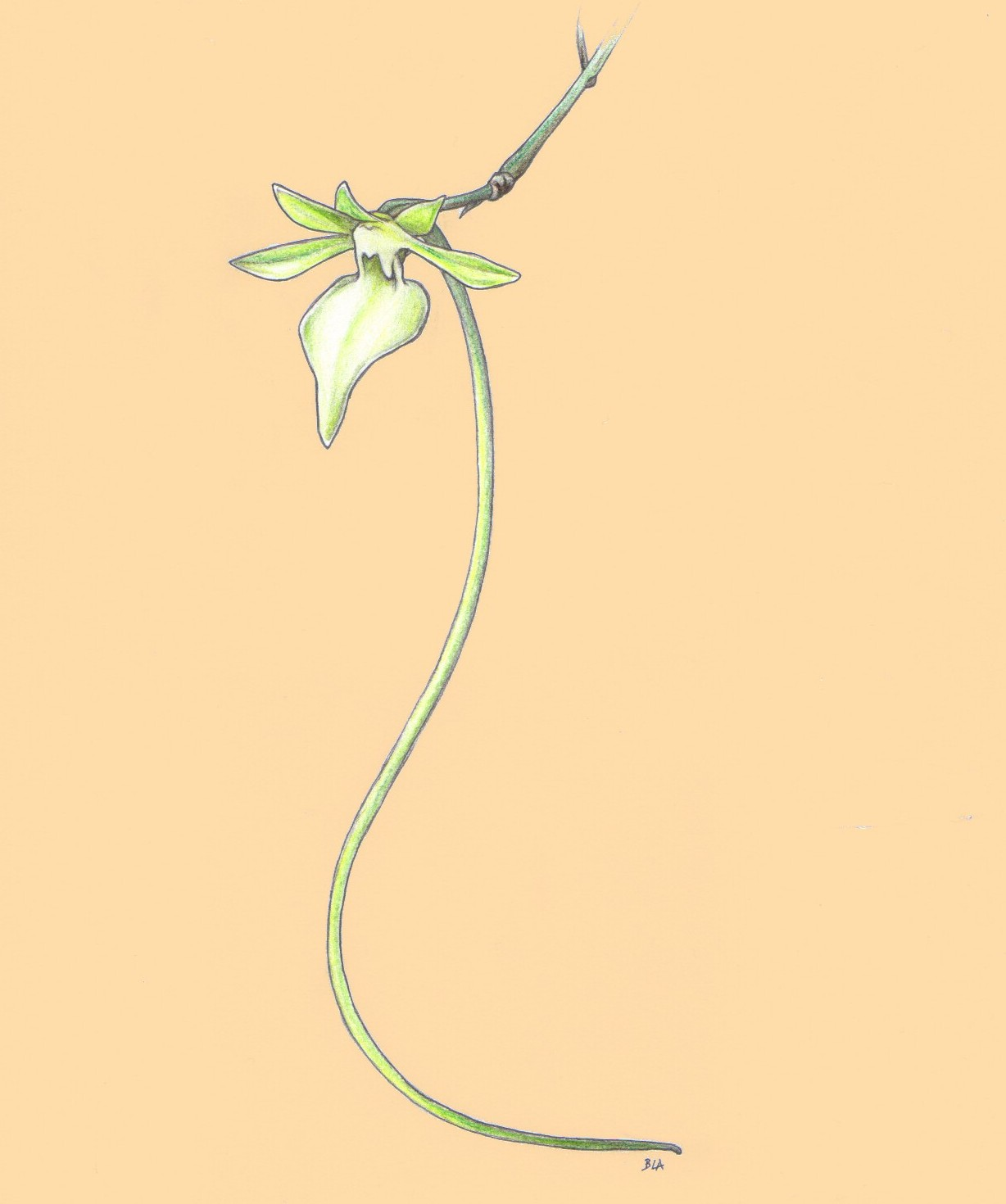